# Сигнальна вулиця (Київ)
Сигна́льна ву́лиця — вулиця в Солом'янському районі міста Києва, місцевість Совки. Пролягає від початку забудови до Криничної вулиці. 
Прилучаються вулиці Сумська, Яблунева, Каменярів, Кринична (двічі) та Новорічна.

## Історія
Вулиця виникла в 40-х роках XX століття під назвою 157-ма Нова. Сучасна назва — з 1944 року.